# Sávos bambuszcápa
A sávos bambuszcápa (Chiloscyllium plagiosum) a porcos halak (Chondrichthyes) osztályába, a cápák és ráják (Elasmobranchii) alosztályába, valamint a rablócápa-alakúak (Orectolobiformes) rendjébe és a Hemiscylliidae családjába tartozó faj.

## Előfordulása
Indopacifikus régió nyugati részen honos.

## Megjelenése
Kifejlett testhossza 80-90 centiméter.
|  |

## Életmódja
Tápláléka halakból, kagylókból, rákokból